# Jennie Maria Arms Sheldon

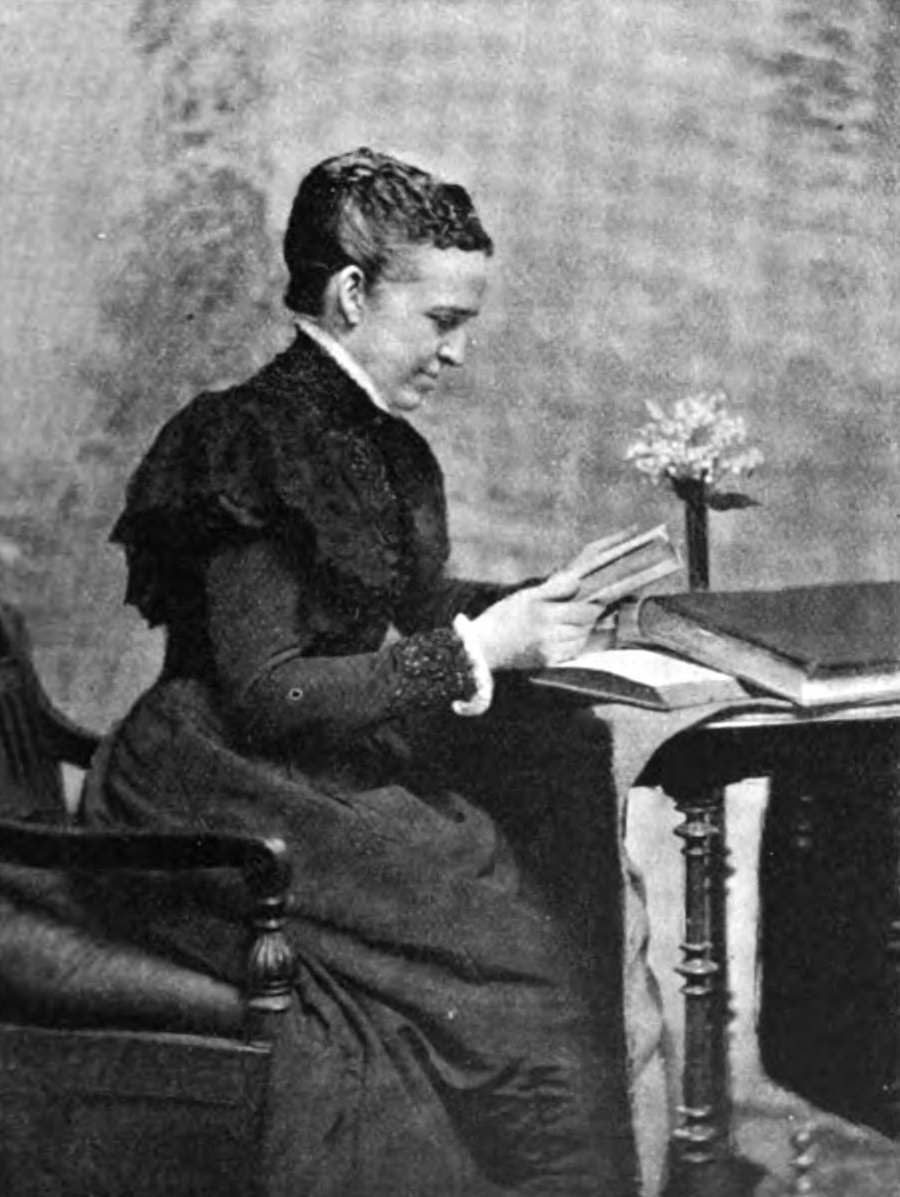
Jennie Maria Arms Sheldon

Jennie Maria Arms Sheldon  (* 29. Juli 1852 in Bellows Falls, Vermont; † 15. Januar 1938 in Deerfield, Massachusetts) war eine US-amerikanische Entomologin.
Als Autorin wird sie auch als Arms zitiert, ihrem Geburtsnamen.

## Leben
Sheldon wuchs in Greenfield (Massachusetts) auf, wo ihr Vater einen Eisenwarenladen hatte. Nach dem High-School-Abschluss zog sie nach Boston, wo sie am Frauen-Labor des Massachusetts Institute of Technology war und an Schulen in Boston Naturwissenschaften unterrichtete. Sie schrieb viele Artikel über Botanik, Zoologie und Geologie und wurde Mitarbeiterin am Museum der Boston Society of Natural History. 1897 heiratete sie den Historiker, Richter und Politiker George Sheldon (1818–1916) und lebte von da an teilweise in Deerfield, wo sie mit ihrem Ehemann die Sammlungen am Memorial Hall Museum von Deerfield katalogisierte. Von 1913 bis zu ihrem Tod war sie dort Kuratorin.
Sie arbeitete mit  Alpheus Hyatt zusammen. Beide waren Erstbeschreiber der Schnabelfliegen (Mecoptera) und der Eintagsfliegen (Ephemeroptera).

## Schriften
- mit Hyatt:  Insecta, Boston: Heath 1890 (als J. M. Arms) Biodiversity Library
- Guide to the invertebrates of the synoptic collection in the Museum of the Boston society of natural history, Boston 1905